# 穆尔岛
47°4′23″N 15°26′04″E / 47.07306°N 15.43444°E

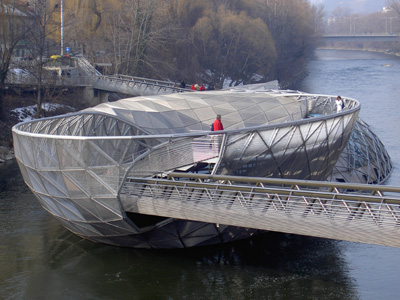
穆尔岛

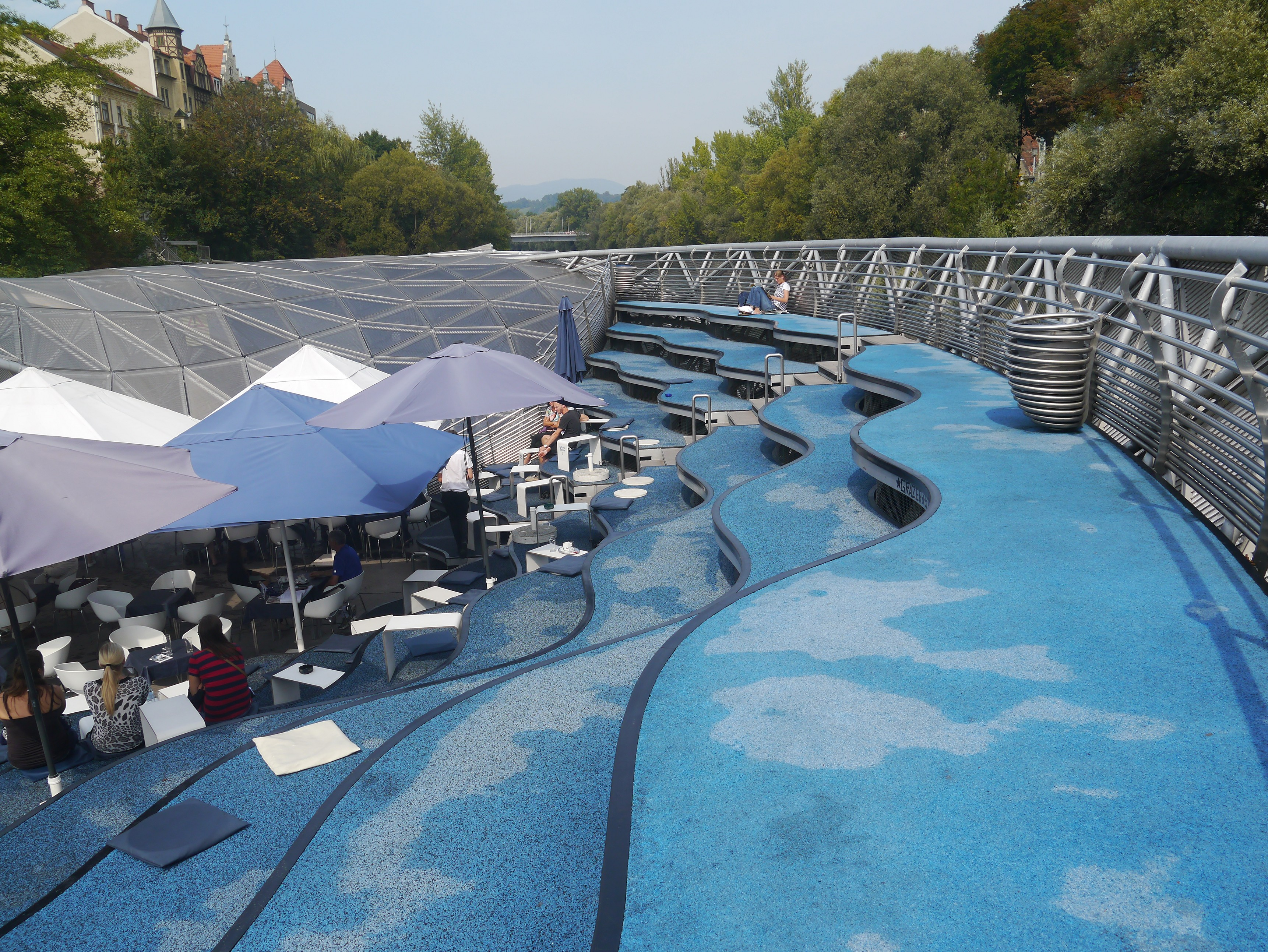
內部樣貌

穆尔岛（德語：Murinsel）是奥地利格拉茨的地标，实际上並不是一座岛嶼，而是在穆尔河中间一个人造的漂浮平台。穆尔岛由纽约艺术家维托·阿肯锡为格拉茨設計，也是2003年欧洲文化之都的作品之一。
穆尔岛形如巨大的贝壳，长达47米。有两座人行桥通往穆尔河的两岸。平台的中心形成一个圆形剧场。在扭曲的圆顶下面有一个咖啡馆和一个操场。